# Чижовка (приток Вишеры)
Чижовка (устар. Юмыш, Жерновка) — река в России, протекает по Чердынскому и Красновишерскому районам Пермского края. Устье реки находится в 56 км по правому берегу реки Вишера. Длина реки составляет 18 км.
Река начинается из родников на западных склонах хребта Полюдов кряж, западнее горы Полюдов Камень в 14 км к северо-западу от Красновишерска. Исток реки лежит на границе Чердынского и Красновишерского районов, затем река течёт по Чердынскому району, а в низовьях по Красновишерскому. Генеральное направление течения — юго-запад, всё течение проходит по ненаселённому, сильно заболоченному лесу. Впадает в Вишеру в 15 км к западу от Красновишерска.

## Данные водного реестра
По данным государственного водного реестра России относится к Камскому бассейновому округу, водохозяйственный участок реки — Кама от водомерного поста у села Бондюг до города Березники, речной подбассейн реки — бассейны притоков Камы до впадения Белой. Речной бассейн реки — Кама.
Код объекта в государственном водном реестре — 10010100212111100005508.